# Bellmawr
Bellmawr es un borough ubicado en el condado de Camden en el estado estadounidense de Nueva Jersey. En el año 2010 tenía una población de 11.583 habitantes y una densidad poblacional de 1.430 personas por km².

## Historia
Bellmawr fue autorizado para constituirse como borough el 23 de marzo de 1926, a partir de porciones del ahora desaparecido municipio de Centre, y se convirtió en independiente tras los resultados de un referéndum celebrado el 21 de abril de 1926. Los boroughs de Mount Ephraim, Runnemede y Lawnside también fueron creados en el mismo período de dos días. El borough fue nombrado en honor a Ernest C. Bell, quien poseía una granja en la zona.
En 2017, Bellmawr se unió a Cranbury, Egg Harbor Township, Montclair y Woodbridge Township como uno de los primeros cinco municipios del estado en autorizar dispensarios para vender cannabis medicinal.

## Geografía
Bellmawr se encuentra ubicado en las coordenadas 39°51′57″N 75°05′41″O / 39.86583, -75.09472.

## Demografía
Según la Oficina del Censo en 2000 los ingresos medios por hogar en la localidad eran de $44,653 y los ingresos medios por familia eran $53,839. Los hombres tenían unos ingresos medios de $38,646 frente a los $27,050 para las mujeres. La renta per cápita para la localidad era de $19,863. Alrededor del 4% de la población estaba por debajo del umbral de pobreza.